# 哈勃超深空

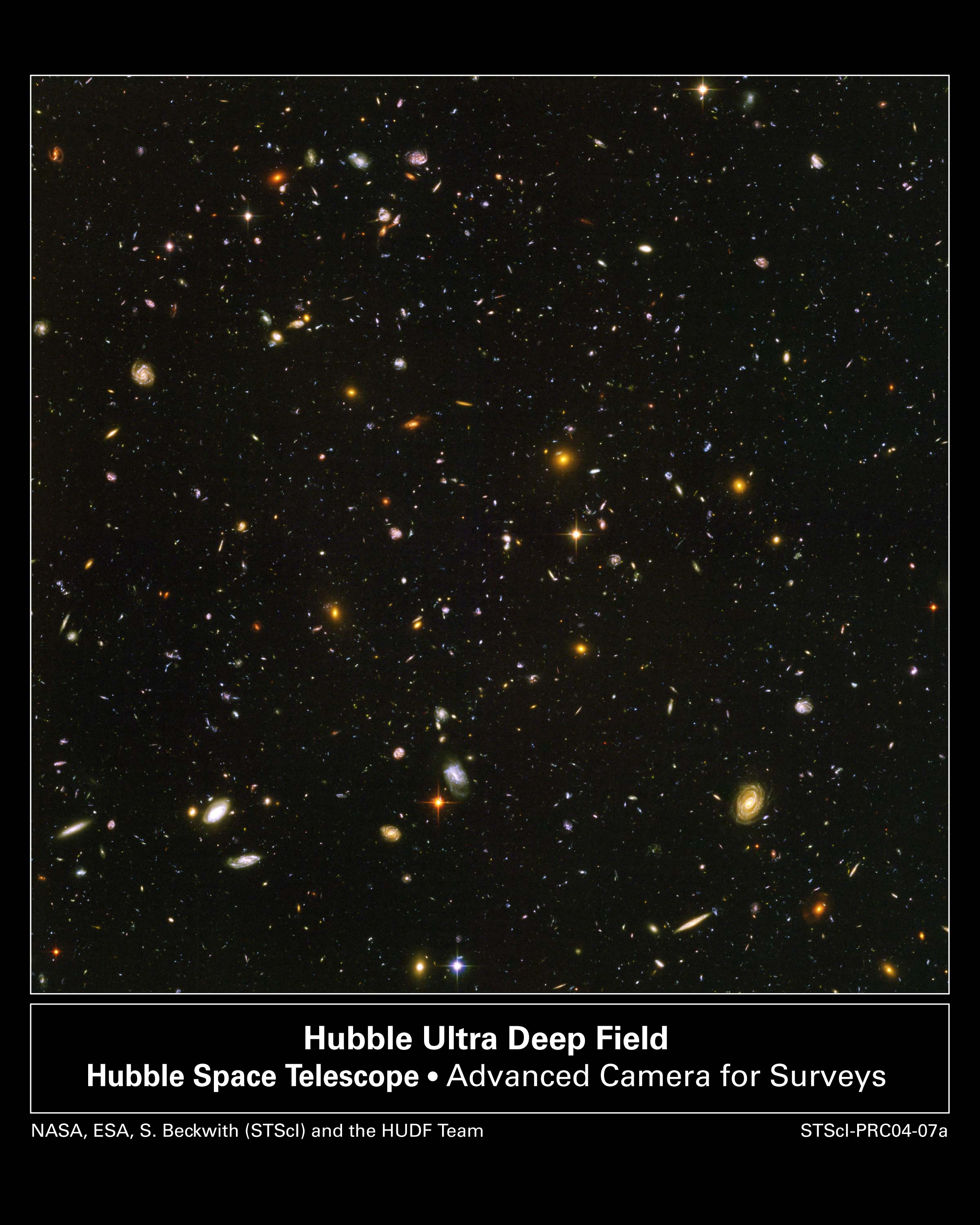
哈伯深領域內有不同年齡，大小，形狀及顏色的星系。當中最小最紅的100個星系在宇宙中只有8億年歷史時已存在，是人類以光學望遠鏡得到最深遠的影像。

哈伯深領域（HUDF）是一張外太空照片，顯示的是天爐座的一小部份。該照片由哈勃空间望远镜於2003年9月24日至2004年1月16日期間得到的數據累積而成的，相當於113天的曝光。它是截至2006年為止以可見光拍攝的最深遠的宇宙影象，顯示的是超過130億年前的情況。此中估計有10,000個星系。
哈勃超深空中所顯示的範圍為3平方角分，只有全天空12,700,000分之一的面積，位於赤經3h 32m 40.0s，赤緯-27°47' 29"（J2000）天爐座的一小片天區。而照片的左上角則指向天球的北方。選擇這個範圍的理由是因為附近（約為滿月十分之一大小的面積）沒有較光亮的星體。雖然在地面的望遠鏡也能通過紅外線觀測到照片中大部份的物體，但只有通过哈勃空间望远镜才能以可見光觀測這些遙遠的目標。

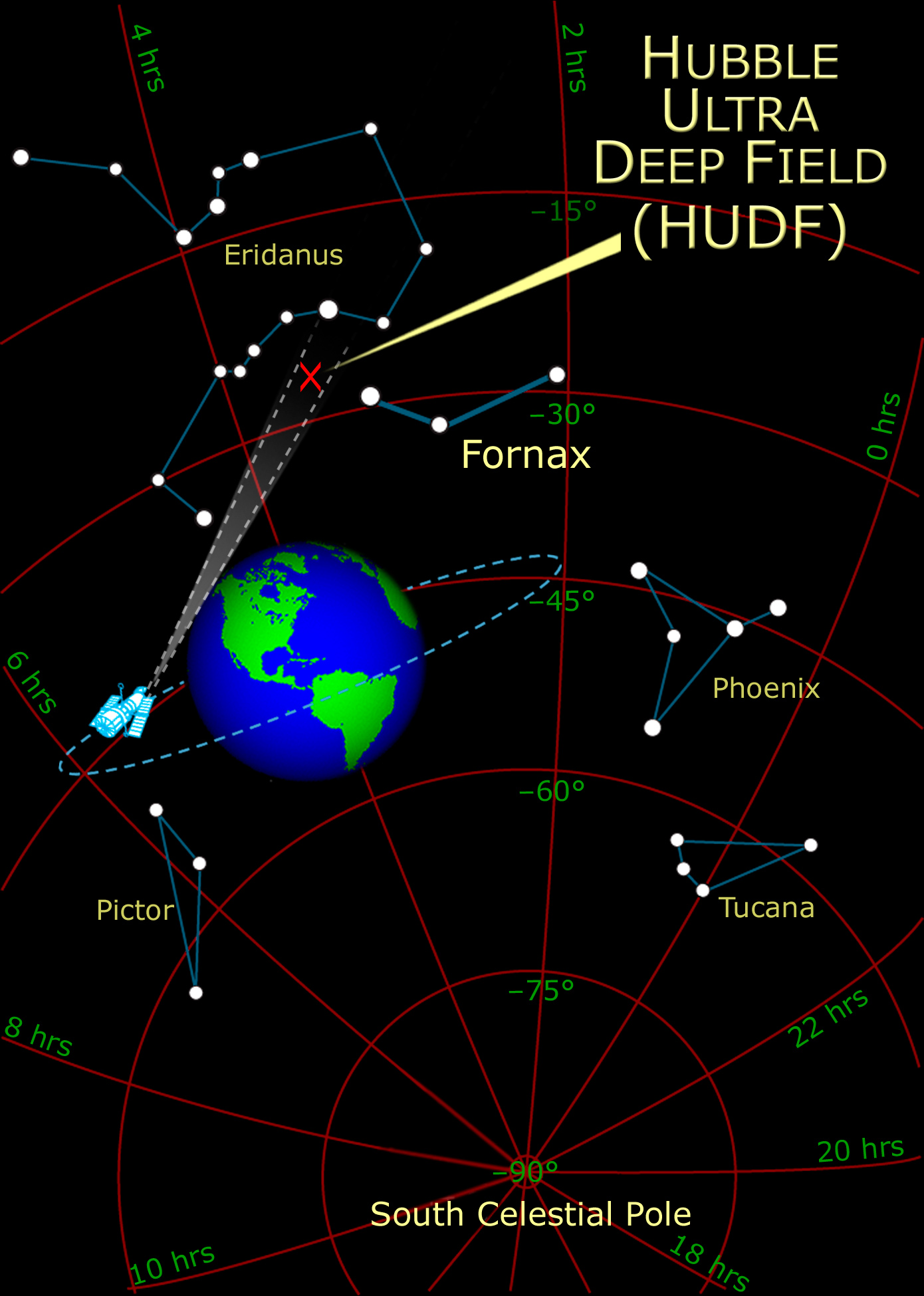
哈勃超深空在天空中的位置

隨著哈勃空间望远镜在軌道運行共400圈，照片是由800次曝光合成，當中先進巡天照相機（Advanced Camera for Surveys）及近紅外線照相機和多目標分光儀（Near Infrared Camera and Multi-Object Spectrometer）分別累積共11.3天及4.5天的拍攝時間。照片中最暗的星體只有30等，即望远镜每分鐘只接收到一粒來自星體的光子。
根據大爆炸理論，宇宙的壽命有限；而因為遠處星系的光線需要較長時間才到達地球，哈勃超深空有助於人類了解宇宙形成初期星系形成及合併的情況。另外因為照片所呈現的星系都是較為年輕的，故亦發現其性質與地球附近較年老的星系有所不同，這些早期星系發出的光線多為紫外光。然而拍攝的光波波長，因相對論性都卜勒效應關係，照片實際上是拍攝光譜中紅外線部份。